# Албрехт II фон Хоенлое
Албрехт II фон Хоенлое (на немски: Albrecht II von Hohenlohe; † 27 юни 1372, Вюрцбург) от фамилията Хоенлое-Уфенхайм-Шпекфелд, е епископ на Вюрцбург (1345 – 1372).

## Биография
Той е син на Албрехт II фон Хоенлое-Уфенхайм-Шпекфелд († 1312) и съпругата му графиня Аделхайд фон Берг († 1338), дъщеря на граф Улрих III фон Берг-Шелклинген († сл. 1316) и Луитгард фон Калв. Братята му са Лудвиг фон Хоенлое-Уфенхайм-Шпекфелд († 1356), Готфрид († 1326), каноник в Бамберг, Фридрих († 1352), княз-епископ на Бамберг (1344 – 1352), Хайнрих († 1356), каноник в Айхщет. Сестрите му са Анна († сл. 1340), омъжена 1317 г. за граф Бертхолд X фон Хенеберг († 1340), и Елизабет († 1344), омъжена 1317 г. за граф Лудвиг VII фон Ринек († 1330).
Албрехт фон Хоенлое е през 1331 г. катедрален приор във Вюрцбург, между 1331 и 1345 г. е приор на манастир Хауг. През 1345 г. е избран за епископ на Вюрцбург. Папа Климент VI поставя обаче за епископ Алберт I фон Хоенберг, който през 1349 г. става епископ на Фрайзинг и конфликтът е разрешен.
Албрехт II фон Хоенлое умира на 27 юни 1372 г. във Вюрцбург е погребан в катедралата на Вюрцбург.